# 普里特维拉杰辛格·鲁蓬
普里特维拉杰辛格·鲁蓬（英語：Prithvirajsing Roopun，1959年5月24日—），毛里求斯政治人物，前毛里求斯总统。曾担任毛里求斯艺术与文化部长，2019年12月2日获总理普拉温德·贾格纳特提名出任该国总统。